# Wim Vergeer
Willebrordus Johannes (Wim) Vergeer (ur. 28 marca 1926 w Zeist, zm. 28 czerwca 2017 w Schajik) – holenderski polityk i związkowiec, w latach 1975–1980 formalny przewodniczący Katolickiej Partii Ludowej, senator, w latach 1978–1989 poseł do Parlamentu Europejskiego I i II kadencji.

## Życiorys
Pracował zawodowo jako konstruktor w Werkspoor NV i szef biura. Działał w związkach zawodowych, został szefem katolickiej centrali związkowej w Utrechcie. Kierował też krajową komisją ds. służby publicznej. Zaangażował się w działalność polityczną w ramach Katolickiej Partii Ludowej, od 1975 do 1980 zajmował formalne stanowisko jej przewodniczącego. Razem z KVP dołączył do Apelu Chrześcijańsko-Demokratycznego, w 1980 przekształconego w jednolitą partię, został m.in. członkiem prezydium CDA. Od 1962 do 1977 należał do rady miejskiej Utrechtu, w tym od 1966 zasiadał we władzach miejskich jako wethouder. Od 1971 do 1979 posłował w wyższej izbie parlamentu, Eerste Kamer. W latach 1978–1989 był członkiem Parlamentu Europejskiego, w 1979 i 1984 wybierano go w wyborach bezpośrednich. Przystąpił do Europejskiej Partii Ludowej, od 1978 do 1987 pozostawał jej pierwszym wiceprzewodniczącym. Należał m.in. do Komisji ds. Rozwoju i Współpracy oraz Komisji ds. Kwestii Politycznych.
W 1988 odznaczony Orderem Lwa Niderlandzkiego, otrzymał też Medal Roberta Schumana (przyznawany przez frakcję EPL) i srebrny medal miasta Utrechtu.